# Michael Klein (labdarúgó, 1959)
Michael Klein (Szelistye, 1959. október 10. – Krefeld, 1993. február 2.) román válogatott labdarúgó.

## Pályafutása

### Klubcsapatokban
Klein a vajdahunyadi Corvinul Hunedoara és a Dinamo București csapataiban játszott hazájában, illetve kölcsönben egy idényt eltöltött az Aurul Bradban is. 1990-ben a német Krefeld városának csapatához, a Bayer Uerdingenhez igazolt. A Corvinullal a román másodosztály, a Dinamóval pedig az élvonal küzdelmeit nyerte meg, az Uerdingennel pedig a német másodosztályban végzett az első helyen az 1991–92-es szezonban. utolsó Bundesliga-mérkőzését 1992 decemberében játszotta, 1993 februárjában szívroham következtében elhunyt. 2015 novembere óta Vajdahunyad stadionja az ő nevét viseli.

### A válogatottban
A román U21-es labdarúgó-válogatottban 17 mérkőzésen egy gólt szerzett. A román válogatottban 1981 és 1991 között 89 alkalommal lépett pályára és öt gólt szerzett. Részt vett az 1984-es Európa-bajnokságon és az 1990-es világbajnokságon.

## Sikerei, díjai
Corvinul Hunedoara
- Román másodosztály, bajnok: 1979–80[5]

 Dinamo Bucureşti
- Román bajnok: 1989–90[5]
- Román Kupa-győztes: 1989–90[5]

 Bayer Uerdingen
- Német másodosztály, bajnok: 1991–92[5]